# Дамано Соломон
Дамано Соломон (англ. Damano Solomon, нар. 13 жовтня 1994) — ямайський футболіст, півзахисник клубу «Портмор Юнайтед».

## Клубна кар'єра
У дорослому футболі дебютував 2013 року виступами за команду клубу «Портмор Юнайтед», кольори якої захищає й донині.

## Виступи за збірну
2016 року дебютував в офіційних матчах у складі національної збірної Ямайки.
У складі збірної був учасником розіграшу Кубка Америки 2016 року в США.